# Marlene Engelhorn
Pour les articles homonymes, voir Engelhorn.
Marlene Engelhorn, née en 1992 à Vienne,, est une militante et héritière autrichienne et allemande connue pour son lobby en faveur de la réforme des politiques d'impôt sur les successions,,,.
Descendante de Frédéric Engelhorn, fondateur du groupe chimique BASF, et petite-fille de Peter Engelhorn (de), elle hérite d'une fortune considérable de sa grand-mère, Traudl Engelhorn-Vechiatto (de), dont la richesse est estimée à 4,2 milliards de dollars (3,8 milliards d'euros). Elle attire l'attention des médias après avoir déclaré dans une interview qu'elle était favorable à l'impôt sur la fortune et prête à être imposée à 90 % sur son héritage ou à faire don de 90 % de sa richesse.
Engelhorn est également cofondatrice de l'association Tax Me Now, une initiative allemande qui milite en faveur d'une augmentation des impôts sur les riches.

## Biographie

### Enfance et études
Descendante de Frédéric Engelhorn, fondateur du groupe chimique BASF, et petite-fille de Peter Engelhorn (de) et Traudl Engelhorn-Vechiatto (de), Marlene Engelhorn est née à Vienne en 1992. Comme beaucoup de membres de la bourgeoisie locale, elle étudie au lycée français de Vienne.
Elle étudie la langue et la littérature allemandes à l'université de Vienne, mais n'obtient pas de diplôme. Elle aimerait travailler comme correctrice pour une maison d'édition.

### Prise de conscience et militantisme politique

#### MouvementTax me Now
Elle mentionne dans la presse avoir pris conscience de sa situation financière à l’université, étant au contact de personnes « normales ».
En 2021, elle découvre qu'elle va hériter directement de sa grand-mère, Traudl Engelhorn-Vechiatto (de), dont la richesse est estimée à 4,2 milliards de dollars (3,8 milliards d'euros). Marlene Engelhorn affirme qu'elle souhaite que l'État autrichien la taxe à 90 %, car cet héritage lui parait « injuste » car elle n'a pas travaillé pour cela. Toutefois, il n’existe pas d’impôt sur les successions en Autriche,.
Elle cofonde le mouvement Tax Me Now en Allemagne en 2021 pour faire pression en faveur d'une augmentation des impôts pour les riches,. En 2024, plus de 250 personnes, dont Abigail Disney, héritière de la famille Disney, Brian Cox, de la série HBO Succession, et Valerie Rockefeller (en), l'ont rejointe dans cette initiative. Ils font parvenir une lettre au Forum de Davos pour demander plus d'impôts pour les millionnaires.
La grand-mère d'Engelhorn meurt en septembre 2022 et Marlene Engelhorn hérite d'environ 25 millions d'euros,. Elle affirme qu'elle fera don de 90 % de ce montant. Elle crée alors un « Conseil de redistribution » : après avoir envoyé 10 000 lettres à des citoyens autrichiens, 50 d'entre eux sont sélectionnés pour proposer des idées bénéfiques à la société afin d'utiliser sa fortune,,. Des sessions de travail sont organisées entre mars et juin 2024 à Salzbourg,. Marlene Engelhorn n'a aucun pouvoir de décision sur l'issue des débats.

#### Soutien à Gaza
En août 2025, elle s'engage à bord de la « flottille pour Gaza », qu'elle finance en partie, pour braver le blocus israélien. Engelhorn accuse Israël de « génocide, d'apartheid et d'occupation illégale », accusation qui est mal accueillie de la part de l'héritière d'une fortune faite en partie sur le génocide juif (le groupe BASF ayant contribué à fabriquer le Zyklon B). Selon le magazine Bild l’historien et professeur Michael Wolffsohn, soutien connu de la cause israélienne, a déclaré : « Mme Engelhorn ne devrait pas être tenue collectivement responsable du fait que ses grands-parents ont participé au génocide contre les Juifs. Mais une certaine retenue s'impose, notamment en raison de ses origines familiales. Parler de génocide est une question de piété et de moralité – une personne qui agit de manière immorale ne devrait pas prêcher la moralité. »

## Reconnaissance
En 2022, le Human Act Award[C'est-à-dire ?] est décerné à Marlene Engelhorn pour son plaidoyer et son travail en faveur de l'impôt sur la fortune en Europe germanophone.

## Publications
- Marlene Engelhorn, L'argent : Pouvoir, richesse, injustice., Massot Editions, 19 septembre 2024, 154 p. (ISBN 978-2-38035-442-3, présentation en ligne)